# كوريون (دوديكانيسوس)
كوريون (Χωρίον) هي مدينة في دوديكانيسوس في اليونان.